# Ramaria fagetorum
Ramaria fagetorum Maas Geest. ex Schild – gatunek grzybów należący do rodziny siatkoblaszkowatych (Gomphaceae).

## Systematyka i nazewnictwo
Pozycja w klasyfikacji według Index Fungorum: Ramaria, Gomphaceae, Gomphales, Phallomycetidae, Agaricomycetes, Agaricomycotina, Basidiomycota, Fungi.
Po raz pierwszy opisali go w 1978 r. Rudolph Arnold Maas Geesteranus i Edwin Schild i nadana przez nich nazwa naukowa jest aktualna.

## Morfologia
Grzyb klawarioidalny o owocniku krzaczkowatym. Osiąga wysokość do 14 cm i szerokość do 8 cm. Wyrasta z dobrze rozwiniętego białawego trzonu o wymiarach 2,5–6,0 × 2,0–2,5 cm bez ryzomorfów. Dolne gałązki o średnicy 0,4–1 cm, bogato rozgałęzione w kształcie litery V, różowawe, zakończone żółtymi wierzchołkami. Miąższ różowawy, po potarciu białawy, marmurkowy, elastyczny, o słodkim zapachu.
Cechy mikroskopowe
Bazydiospory wąskie, 6,5–11,5 × 3–5 µm. Na strzępkach brak sprzążek.
Gatunki podobne”
Owocniki Ramaria subbotrytis w młodości są jasnoróżowe, a w stanie dojrzałym żółte.

## Występowanie i siedlisko
Gatunek znany jest tylko w Europie. Jest rzadki. Brak go w opracowanym w 2003 r. przez Władysława Wojewodę wykazie wielkoowocnikowych grzybów podstawkowych Polski, po raz pierwszy jego stanowiska w Polsce podał M. Halama w 2015 r. Aktualne stanowiska podaje także internetowy atlas grzybów. Znajduje się w nim na liście gatunków zagrożonych i wartych objęcia ochroną.
Grzyb mykoryzowy. Występuje w lasach pod bukami.